# 横山光輝 三国志
『横山光輝 三国志』（よこやまみつてる さんごくし）は、日本のテレビアニメ。テレビ東京と大日本印刷の共同製作。次回予告では「アニメ三国志」と呼称していた。
横山光輝の漫画作品『三国志』を原作にしたもので、1991年10月18日から1992年9月25日までテレビ東京系列局（TXN）で毎週金曜 19:30 - 20:00に放送された。全47話。
2003年に全話収録のDVD-BOXが発売され、2006年には全12巻の単品DVDが発売されている。

## 原作との異同
ストーリーは原作に沿っているものの、「孫策の呉郡攻略」や「寿春における袁術討伐」等は省略され、「公孫瓚、袁術の死」や「董承の曹操暗殺計画」などの描写は短いナレーションのみ、物語は原作では中盤にあたる赤壁の戦いで終了しているなど、未消化の箇所が多い。逆に、アニメオリジナル展開として、劉備ら義兄弟の出会いや呂布の末路の変更、原作で省略された官渡の戦いのあらましの追加、諸葛孔明の若い頃のエピソードの追加など、演出の追加や原作を補足した部分もある。
董卓は相国に就任し、後に献帝を擁護した曹操が丞相に改めているが、アニメでは初めから丞相に統一されている。
一方で、原作で演義と異なっていた部分がアニメでは修正されているのもあり、原作では関羽と張飛に討たれた鄧茂と程遠志が演義の通り（演義では鄧茂は張飛に、程遠志は関羽に討たれたが、原作では鄧茂は関羽に、程遠志は張飛に討たれた）になっていたり、「蔡瑁に従属する妹」だった蔡夫人が「蔡瑁を従える姉」と改めたりなどしている。
キャラクターデザインは原作にほぼ忠実であるが、原作に比べてキャラクターの頭身が高く、やや劇画調に描かれている。原作では時代経過につれて登場人物の甲冑や衣装デザインが変化してゆくが、本作品ではほぼ統一されている。
女性や子どもの、アニメ版独自のキャラクターが何人か登場している。また、利発な孔明の妹の登場、大喬・小喬らに見せ場を与えたりと、女性キャラクターについての脚色・演出も用意されている。

## 物語
時は西暦180年、中国では大規模な飢饉や略奪する山賊や堕落した政治家によって混乱の只中にあった。そして、民間宗教太平道の教祖張角、その弟張宝、張梁は後漢打倒を目的とした黄巾の乱を起こした。だが彼らのやっていることは山賊などと全く変わらず、民たちは略奪、虐殺されていた。
それを見かねた劉備玄徳は関羽雲長、張飛翼徳と義兄弟の契りを交わし、義勇軍を結成して黄巾賊を倒すため立ち上がった。最大のライバル曹操、孫堅をはじめとする孫一族、その他群雄割拠の戦国絵巻を交え、物語は壮大なスケールで展開されていく。

## 登場人物
三国志の各人物についての詳しい記述は、それぞれの独立項目を参照されたい。

### 蜀
劉備玄徳（りゅうび げんとく）
声 - 中村大樹
本作の主人公。母親思いの心優しい青年。貧しい農家の生まれだが、中山靖王劉勝の末裔。
筵（むしろ）を売りながら後述する香蘭を始めとした子供達に学問を教えていたが、関羽・張飛と桃園の誓いで義兄弟の契りを結び、天下泰平のために決起する3人の中で長兄に当たる。
アニメ版では「治世と平和を望む黄金の星」と呼ばれる。また原作同様、基本的に字で呼ばれる。
関羽雲長（かんう うんちょう）
声 - 辻親八
青龍偃月刀を武器に劉備に付き従う知勇兼備の武将。しばしば暴走する張飛の歯止め役でもある。義兄弟の中では次兄。
アニメ版では、同格の士大夫（役人）や名士に対する傲慢な振る舞いはカットされ、少年期の孫策を指南するなどのエピソードに代表される、教養豊かな師父的要素の濃い性格に描写されている。
張飛翼徳（ちょうひ よくとく）
声 - 藤原啓治
劉備、関羽に兄事する猛将で、蛇矛を得物に一人で数百人と渡り合えるほどの武勇の持ち主。義兄弟の中では末弟。
酒癖が悪く粗暴な言動も多いが、情に弱く涙もろい性格。後半になると策を用いて曹操軍を撃破したり、多少ではあるものの気の荒さを制御出来るようになる。武人でありながら裏切りを繰り返す呂布を毛嫌いしている。
趙雲子龍（ちょううん しりゅう）
声 - 小杉十郎太
流浪の旅を続けていた豪傑。当初、冀州へ向かう袁紹達の前に現れて懇願して一時袁紹の配下となるが、公孫越（声 - 飛田展男）を騙し討ちして殺したのを見て失望して袁紹の元を離れ、のちに公孫瓚の客将となる。公孫瓚の援軍に来た劉備の人柄に強く惚れ込んでおり、公孫瓚が袁紹に敗れた後は劉備と合流する。
原作よりもやや大らかな性格で、眼光鋭い顔つきに描かれている。また、原作では劉備に仕えて以降鎧兜が変わっているが、アニメ版では終始「白馬義従」の頃のままであった。
諸葛亮孔明（しょかつりょう こうめい）
声 - 速水奨
伏竜と呼ばれ、手にした者は天下を統一できるという稀代の天才軍師。諸国を旅し、官渡の戦いを密に見守り、許攸が曹操に走るのを見て袁紹の敗北を予見した。その後は晴耕雨読の日々を続けていたが、劉備の三顧の礼に応え天下三分の計を説いて出廬する。兄は呉の諸葛瑾（孫権の参謀）、弟は諸葛均、そして（アニメ版では一キャラクターとして描かれた）妹が1人いる。
関平（かんぺい）
声 - 辻谷耕史
周倉（声 - 中多和宏）が率いる山賊団の一員の青年。関羽の赤兎馬を奪おうとするが失敗。後に劉備が袁紹の元から逃れる際に手助けをし、仲間の山賊を倒した趙雲に立ち向かった勇気を買われて関羽の養子となる（原作コミックスでは、地方士族・関定の次男という設定）。
原作とは異なり、やや砕けた性格で関羽を「親父」と呼んでいる。
孫乾公祐（そんかん こうゆう）
声 - 岡和男
劉備が徐州を治めて以降彼に付き従っている。張飛からは「優等生」呼ばわりされている。
「そんけん」という読みもあるが、本作では「そんかん」と読ませている。
徐庶元直（じょしょ げんちょく）
声 - 喜多川拓郎
孔明、龐統とは同門で親友の間柄。荊州で単福（ぜんふく）という偽名で劉備と会い、その軍師となった。南下してきた曹仁率いる数万の曹操軍に対し、見事な計略でこれを打ち破る。
後に曹操配下の程昱が作成した母親の偽手紙に騙され、曹操の配下となるが母親はショックのあまり自害。曹操のために策は立てないと誓いを立て、極力劉備が有利な方向に進むよう上手く献策するなど、原作に比べ出番が多くなっている。
龐統士元（ほうとう しげん）
声 - 山口健
孔明と並び称されるほどの智謀を持ち、孔明が伏竜と呼ばれたのに対して、鳳雛と呼ばれた。赤壁の戦いでは、呉のために曹操に連環の計を勧めて、呉軍の火計を成功へと導いた。
香蘭（こうらん）
声 - こおろぎさとみ（少女時）、井上喜久子（成人時）
アニメ版オリジナルキャラクター。劉備の教え子。後に再会し、その夫人となる。長坂の戦いにて致命傷を負い、阿斗（後の劉禅）を趙雲に託した後、息を引き取る。容貌は、張飛によると「べっぴんさん」。
孔明の妹
声 - 松下美由紀
原作ではわずかに登場したのみだったが、アニメでは孔明登場後からレギュラーキャラクターとして扱われる。テロップでは「孔明の妹」としか表記されず、劉備たちからは終始「妹御」（いもうとご）と呼ばれていた。
呉で身動きの取れなくなった孔明に代わり、情報収集や劉備たちとの繋ぎ、呉軍の牽制を行っていた。2人の兄に引けをとらない、機知に富んだ女性。
香蘭の侍女
声 - 根谷美智子
アニメ版オリジナルキャラクター。香蘭を慕い、誠意をもって仕える。関平とは何かと喧嘩をすることが多いが仲が良い。香蘭の死後は出番が無くなる。

### 魏
曹操孟徳（そうそう もうとく）
声 - 松本保典
劉備最大のライバルにして、もう一人の主人公。「乱世の奸雄」と称せられ、一介の役人から丞相に上り詰めた。劉備とは対照的に目的のためなら手段を選ばず、覇権を広げるためには時として非情な策も躊躇なく実行する合理主義者として描かれている。しかし、それは全て「国の統一こそがこの世を平和にする手段であり、それを成し遂げるのは自分の宿命」という自身の信条に基づいての行動である。
原作では後半になるにつれ、ほぼ悪役としてしか描かれなくなったが、アニメでは終始劉備と対極を成す英雄として描かれており、（結果的に）徐庶の母を死に追いやった荀彧と程昱を叱るなど、人間味ある側面も描かれる。独特の真っ赤な甲冑が印象的だが、原作では初期にしか登場しない。また、前半で常に冷静な性格だったが長坂の戦いで劉備軍の主力武将を心底恐れるようになり、特に張飛と対峙してしまうと普段の冷静さを失ってしまう。
曹洪子廉（そうこう しれん）
声 - 野島汎平
曹操の従弟。董卓軍の軍師・李儒の策略で危機に瀕していた曹操を身を挺して救い出す。
夏侯惇元譲（かこうじゅん げんじょう）
声 - 目黒裕一
曹操の配下。気性の激しさで知られる猛将。呂布に追い込まれた劉備の援軍として派遣されるが、片目を矢で射られて負傷する。関羽が曹操に一時的に降った際、その優遇振りに愚痴をこぼしていた。博望坡の戦いで劉備軍を深追いし、孔明の計略の前に敗れてしまう。
「かこうとん」という読みも一般的だが、原作どおり「かこうじゅん」としている。また、彼の旗が「夏候」と誤植している場面がある。
曹仁子孝（そうじん しこう）
声 - 中嶋聡彦
曹操の従弟で勇将と名高い。数万を率いて劉備軍が立てこもる新野へと攻め入るが、徐庶の采配にかなわず敗北する。
典韋（てんい）
声 - 安西正弘
曹操の配下。原作よりやや登場が早く、董卓追撃の際にはやる曹操をあえて挑発して諌めるというシーンが挿入されている。アニメでは宛城の戦いが描かれておらず、生死不明のまま出番が終わっている。その最期の様子は、呂布のそれに使われてしまった。
李典曼成（りてん まんせい）
声 - 掛川裕彦
曹操の配下。曹仁と夏侯惇の副将。
許褚仲康（きょちょ ちゅうこう）
声 - 鹿島灘之
曹操の配下の猛将。スマートな美男子として描かれており、孔明を侮る曹仁を諌めるなど、やや思慮深い性格になっている。
張遼文遠（ちょうりょう ぶんえん）
声 - 西村知道
曹操配下の将軍。徐州で孤立した関羽を説得し、曹操に降らせる。
荀彧文若（じゅんいく ぶんじゃく）
声 - 江原正士、後に小林通孝
曹操の軍師。「二虎共食の計」、「駆虎呑狼の計」を用い、劉備と呂布を仲違いさせようとした。
程昱仲徳（ていいく ちゅうとく）
声 - 島田敏、後に筈見純
曹操の配下。荀彧と同じく、参謀役。偽手紙を用い、劉備の元から徐庶を決別させる。
韋駄天小僧（仮称）
アニメ版オリジナルキャラクター。本名と字（あざな）は明言されず、「韋駄天小僧」と呼ばれている。曹操軍の部将の息子で、父と共に密偵を務めていたが、呂布に捕らえられる。
その活発さを陳珪・陳登の陳親子や張飛から気に入られており、彼の父が虐殺されたことが、陳親子の呂布に対する怒りを増幅させた。呂布の死後は登場せず、消息不明。

### 呉
孫権仲謀（そんけん ちゅうぼう）
声 - 飛田展男
孫堅の次男。父の孫堅、兄の孫策が相次いで亡くなり、若くして呉の君主となる。赤壁の戦いで国家の存続をかけた決断を迫られ、周瑜や魯粛の後押しもあって曹操と戦う決心をする。
孫堅文台（そんけん ぶんだい）
声 - 島田敏
孫策と孫権の父。反董卓連合に参加する。洛陽にて玉璽を発見したため、野心を疑った袁紹の手勢に追われる。後に袁術と手を組んで劉表と戦うが、敵の罠にはまり落石の下敷きとなって死亡する。
孫策伯符（そんさく はくふ）
声 - 中原茂
孫堅の長男。原作では劉表との抗争時に初登場するが、アニメでは反董卓連合結成の際に父の孫堅に付き従い、劉備たちと出会う。玉璽に執着する孫堅に一度は不信感を抱くが、関羽らに諭されて、最後まで父に付いて行く決意を固める。
孫堅の没後には軍勢を率いて呉郡を統一する。赤壁の戦いの前段階で既に故人となっている。
程普徳謀（ていふ とくぼう）
声 - 高木渉
孫堅の代から仕える古参の将。華雄の副将、胡軫を討ち取る。美術品に詳しく、洛陽で見つけた不審な印璽を玉璽と見抜いた。原作と容貌が異なっており、原作で胡軫を討ち取った無名の人物の容貌が作中の程普の容貌となり、後に登場した時は原作に似せた容貌となっている。
周瑜公瑾（しゅうゆ こうきん）
声 - 石塚運昇
呉の水軍都督。孫策とは義兄弟の間柄であった。孔明の智謀を危険視しており、幾度となく殺害を狙っていた。
アニメ版では、孔明に狼狽えて醜態を晒すシーンが若干カットされており、貫禄を保っている。
魯粛子敬（ろしゅく しけい）
声 - 田原アルノ
孫権の配下。知性に優れているが、やや人が好すぎるところがある。赤壁の戦いにおいては孔明を殺害しようとする周瑜に対して「今は孔明の知恵が必要だ」と諌める。
張昭子布（ちょうしょう しふ）
声 - 中博史
孫権の配下で、内政の要と言われる文官。赤壁の戦いでは和平派の筆頭であったが、同盟の交渉に訪れた孔明に論破される。
黄蓋公覆（こうがい こうふく）
声 - 石森達幸
孫権の配下で、孫堅の代から仕える古参の武将。苦肉の計で自ら鞭打ちの刑を受け、火計を成功させる。
甘寧興覇（かんねい こうは）
声 - 掛川裕彦
孫権の配下。武勇に優れている。
太史慈子義（たいしじ しぎ）
声 - 川津泰彦
孫権の配下。職務に忠実な男で、孫策の代から仕える。アニメ版では、戦以外の荒事も担当した。
諸葛瑾子瑜（しょかつきん しゆ）
声 - 菊池正美（少年時）、林一夫（成人時）
孫権の配下。孔明の兄。周瑜の依頼で孔明を呉へ引き入れようとするが、逆に孔明に説き伏せられてしまう。
大喬
「江東の二喬」と名高い美女姉妹の姉。孫策の妻。孫権の義姉。
アニメ版では、曹操と開戦か降伏かで迷う孫権に、「対外的なことは周瑜に尋ねなさい」と諭す。
小喬
「江東の二喬」と名高い美女姉妹の妹。周瑜の妻。
アニメ版では、孔明が周瑜に「二喬を曹操に差し出せば、開戦も降伏も避けられます」と提案する場面に居合わせる。

### その他の勢力

#### 漢王朝
霊帝（れいてい）
声 - 森川智之
後漢の第12代皇帝。廃帝弁と献帝の父。宦官の十常侍たちは霊帝を思いのままに動かしていたため、国は乱れ、黄巾の乱が起こり、漢帝国は滅亡への道をたどった。
廃帝弁（はいてい べん）
声 - 佐藤智恵
霊帝の長子で、何太后（声 - 安藤ありさ）との間に生まれた。名は弁。霊帝の死後、協皇子を帝位につけようとする十常侍らと、弁皇子を帝位につけようとする何進（声 - 茶風林）とが争い、蹇碩（声 - 桜井敏治）が殺されたため、弁が皇帝となった。しかし、朝廷に乗り込んだ董卓が協皇子を帝位に据えたために弘農王に格下げされる。後に李儒の手により、母の何太后とともに暗殺される。
献帝（けんてい）
声 - 折笠愛（少年時）、緑川光（成人時）
霊帝と王美人の間に生まれる。名は協。董卓により帝位をつけられ、後漢皇帝となる。董卓の死後、都の混乱ぶりを嘆いて長安を脱出して洛陽へ帰るが、曹操によって許昌へ遷都させられ、曹操からその名を利用されるだけの皇帝となった。董承（声 - 辻村真人）に曹操誅殺の密詔を下すが、発覚して忠臣をすべて殺されてしまう。

#### 董卓軍
董卓仲穎（とうたく ちゅうえい）
声 - 大友龍三郎
初登場は第3話「死闘!鉄門峡」。この作品中で最も有名な悪役。盧植（声 - 有本欽隆）が更迭された後、官軍を率いて黄巾賊と戦い（黄巾の乱）、危機に陥っていたところを劉備に救われるが、劉備が官職を持たぬと聞いて冷たくあしらう。その後、何進が十常侍と争って各地の豪雄を呼び寄せた際、大軍を率いて洛陽に乗り込んで朝廷を押さえ、反対する丁原を彼の部下であった呂布の寝返りによって殺害。策略家の李儒と猛将の呂布相手に逆らう者はいなくなり、少帝を廃して献帝を立てた。暴虐の限りを尽くすが、貂蝉の連環の計によって腹心の呂布との関係が悪化する。その隙に呂布を抱き込んだ王允が偽の勅令で董卓を宮中に呼び寄せて暗殺を謀る。最後は乗っていた車から叩き出され腹心の呂布に助けを請うが、呂布に方天戟で刺し殺された。
他の作品では肥満体に描かれることが多い董卓だが、この作品の董卓は痩せて描かれている。なお、原作者の横山は「董卓は大塚周夫（『バビル2世』の悪役・帝王ヨミ役を演じている）のアフレコが似合うと思いますよ」と発言をしていた。
李儒（りじゅ）
声 - 塩屋浩三
初登場は第5話「十常侍の陰謀」。董卓に付き従った参謀。皇帝の地位を追われた少帝とその母・何太后に毒酒か刀による自殺をせまり2人がそれを拒むと、高楼から突き落とした。反董卓軍が洛陽に迫ると、董卓に遷都を勧め、町中の財産を没収した。長安へ向かう途中、追撃した曹操を滎陽で待ち伏せ、大敗させる。その後、貂蝉の連環の計による董卓と呂布の仲違いを「絶纓の会」の例を用いて貂蝉を呂布に差し出させることで解決しようとするが、呂布に報告した後に董卓が前言撤回したため、激昂した呂布に叩き伏せられる。そして董卓暗殺直前に王允と呂布に殺害された模様。
華雄（かゆう）
声 - 大山高男
初登場は第9話「豪傑大合戦」。董卓軍では呂布と並ぶ猛将。副将の胡軫（声 - 荒川太郎）を率いて、汜水関（虎牢関）の守りに着いた。討伐軍側の兪渉（声 - 平野正人）を討ったが、汜水関の戦いで、関羽に一騎討ちにて首を討たれて死亡。アニメでは、前述のシーンもあって登場回数が原作よりも増えている。

#### 呂布軍
呂布奉先（りょふ ほうせん）
声 - 矢尾一樹
後漢随一の武勇を誇る武将。初登場は第6話「名馬・赤兎馬」。初めは丁原（声 - 岸野一彦）に仕えたが、李粛（声 - 喜多川拓郎）の説得で丁原を殺して董卓につき、貂蝉に心を奪われて董卓を殺した。長安が李傕、郭汜に奪われると各地を放浪し、曹操の遠征中に兗州を攻略する。
しかし、曹操に敗れて徐州の劉備を頼り、様々な状況を経て徐州を乗っ取るが、陳珪・陳登の陳親子の計略（アニメ版では、原作以上に呂布嫌いに描写されている）によって孤立し、逃亡を図るも曹操軍に捕捉されて戦死。原作とは異なり、彼の妻子は登場しない。
原作では愛想を尽かされた部下によって捕縛され、曹操らの前に差し出される。呂布は自らを部下に加える気はないかと命乞いするも、劉備が丁原の例を出して諌めたことにより、結局処刑されている。アニメでは一度捕縛こそされたが縄を怪力で引きちぎって逃亡。赤兎馬は奪われていたため普通の馬に乗って逃げるも急かして走らせたためすぐに潰れてしまい、その場で追手との激闘の末に、全身に無数の矢を浴びて戦死するという結末になっている。
陳宮公台（ちんきゅう こうだい）
声 - 鈴置洋孝
初登場は第8話「乱世の奸雄・曹操」。董卓暗殺に失敗した曹操を捕らえるが、曹操の志に打たれて供をする。しかし、呂伯奢（声 - 徳丸完）を殺害した曹操を見限り、曹操の元を去る。
後に呂布の軍師として曹操を幾度と苦しめる。呂布が曹操に下邳城で囲まれたとき、曹操は疲れ果てているからすぐ出撃すべきだと進言したり、掎角の計（きかくのけい）で前後から狭撃するようにすすめたりするが、呂布はいずれも用いなかった。
容貌は、初登場時と再度登場した時とは大幅に異なっている。原作では捕らえられた後に曹操から再び自分に仕えるよう勧められる。これを拒んで他の武将達と一緒に斬首されたが、アニメ版では下邳城にて曹操と切り結び、最後まで曹操を否定しながら討ち取られる。
高順
呂布配下の将軍。徐州城の留守を任されるも、陳珪・陳登の陳親子の裏切りで捕縛された。
鄧某
声 - 河合義雄
初登場は第14話「乱世の美女・前編」。アニメ版のオリジナルキャラクター。呂布の家来。関羽の家来とは別人である。
結構な出番があり、目立っている。最後は張飛と一騎討ちをして斬られる。
田氏
初登場は第16話「宿敵!二人の英雄」。アニメ版オリジナルキャラクター。呂布軍騎馬隊。田ガクダイという名は明かされているが、名と名前の字（あざな）は不明。陳宮の策によって嘘の密書を曹操の下に届ける。たまに呂布の後ろに控えている。

#### 袁一門
袁紹本初（えんしょう ほんしょ）
声 - 沢木郁也
初登場は第5話「十常侍の陰謀」。長身痩躯の男。名門の出身で、宮廷で宦官皆殺しをした後、董卓を恐れて洛陽を脱出。曹操が董卓討伐の兵を挙げたとき、討伐軍の総大将となる。連合軍解散後は文醜（声 - 青森伸）の計略で韓馥から冀州を乗っ取り、やがて公孫瓚を倒して北方を制圧した。しかし、官渡の戦いで曹操に敗れ、その後病没した。
原作で省略された官渡での采配が演義に基づいて描かれており、配下の当を得た献策を尽く無視する等、猜疑心の強い人物となっている。
袁術公路（えんじゅつ こうろ）
声 - 徳丸完
初登場は第19話「幻の和睦」。袁紹の弟。野望家で、孫策から譲り受けた玉璽を使い皇帝を名乗る。
人望を失い、兄を頼って冀州を目指す途中、劉備軍に完膚なきまで叩かれる。
アニメでは、その後の消息は不明である。
紀霊（きれい）
声 - 菅原淳一
初登場は第19話「幻の和睦」。袁術の武将。「怨将軍」の異名を持っている。劉備を討てとの命令をうけて、大軍を率いて沛城を攻めようとした。しかし、そのとき呂布が間に入り、もし自分の矢が戟（げき）に的中したら兵を引けという。矢は見事に戟にあたり、紀霊はやむなく兵を引いた。
原作では張飛に討たれて死亡するが、アニメ版では消息不明である。
許攸（きょゆう）
声 - 相沢まさき
原作未登場。官渡の戦いで袁紹に優れた献策を行うが、すべて却下された上に甥の横領にかこつけて裏切り者と断定され、やむなく曹操軍へ亡命する。これで袁紹軍の内情は曹操に筒抜けとなり、戦の大勢を決した。アニメ版ではその後の増長する姿は描かれなかった。

#### 劉表一門
劉表景升（りゅうひょう けいしょう）
声 - 岸野一彦
初登場は第31話「凶馬 決死の渡河」。荊州の牧（刺史）。妻は蔡夫人。重臣には、蔡瑁や蒯越など。
曹操に追われた劉備を受け入れ、死に臨んで劉備に荊州を譲ろうとしたが、劉備に断られ劉琦に後をつがせようとする。しかし、蔡瑁の謀略によって後を継いだのは劉琦の弟の劉琮となり、彼は戦わずして曹操に降伏した。
蔡夫人
声 - 石井直子
初登場は第31話「凶馬 決死の渡河」。劉表の後妻で、二男・劉琮の生母。蔡瑁の姉。
実子・劉琮を荊州の牧にする野心を抱いており、継子・劉琦を支持する劉備を排斥しようと企む。
原作では「蔡瑁の妹」だったが、本作では「蔡瑁の姉」と演義の通りに改められている。さらには、彼女が劉備を陥れる策を考案し、それを蔡瑁が実行するという役割分担となっている。
本作では、曹操による荊州占領後からは登場しなくなる。ただし、劉琦が「劉琮が謀殺された」と推測する場面があるので、彼女も息子とともに命を落としたと思われる。
蔡瑁徳珪（さいぼう とくけい）
声 - 橋本晃一
初登場は第31話「凶馬 決死の渡河」。荊州の侍大将。蔡夫人の弟。
新参者である劉備が重用されることを嫌い、姉の指示を受けて劉備を排斥しようと画策する。なお、原作では「蔡夫人の兄」だったが、アニメ版では「蔡夫人の弟」に改められており、蔡夫人に従属している印象が強い。
曹操による荊州占領後は、水軍の将としての経験を買われ、水軍都督に抜擢される。水軍の将としては有能な部類らしく、周瑜をも唸らせる水上大要塞を建造した。そのことで周瑜に警戒され、「孫権軍への内通者」としての濡れ衣を着せられる。曹操が周瑜の謀略に気づいたときには既に許褚によって処刑された後だという皮肉な最期を遂げた。

#### その他
公孫瓚伯珪（こうそんさん はくけい）
声 - 福田信昭
初登場は第9話「豪傑大合戦」。劉備と同じく盧植門下で劉備の兄弟子にあたる。弟には公孫越がいる。董卓討伐の連合軍に参加後、袁紹と長期にわたって戦い続けるが、敗れて自害する。別名・白馬長史。
王允（おういん）
声 - 石森達幸
初登場は第8話「乱世の奸雄」。誕生日祝いに董卓の暴政を憂えていたところ、曹操が董卓暗殺を名乗り出たので彼に要求された七星剣を貸し与えたが、結果的に曹操は失敗した。長安遷都後、養女貂蝉を呂布に婚約させてから董卓に引き渡し、その後さも董卓が貂蝉を奪ったかのように工作することによって呂布に董卓を暗殺させることに成功する。
史実では董卓の死後、董卓の残党によって殺されているが、原作共にその場面は描かれていない。
貂蝉（ちょうせん）
声 - 折笠愛
初登場は第14話「乱世の美女」。養父である王允のために身を投げ打ち、その美しさを武器として董卓と呂布の心を操る。呂布が董卓を殺すように仕向け、その後自殺する。アニメ版での最期は美しい作画で彼女の悲劇をより引き立てた。
英鈴（えいりん）
声 - 三浦雅子
初登場は第14話「乱世の美女」。アニメ版オリジナルキャラクター。一族である張温を董卓によって殺害され、呂布に追われているところを貂蝉に助けられる。その後王允に引き取られ貂蝉を姉のように慕う。
貂蝉の死後は登場せず、消息不明。
陳親子
陳珪漢喩（ちんけい かんゆ）
声 - 野本礼三
陳登元竜（ちんとう げんりゅう）
声 - 小野健一
名門陳家の親子。弁舌に優れる。元は徐州の太守・陶謙に仕えていた。陶謙の死後は、彼の遺言と、侵略してきた曹操に立ち向かった恩義から、劉備を「徐州の統治者」として仰ぐ。
徐州が呂布に乗っ取られた後は呂布に降り、袁術撃退に貢献する。しかし、本意は「徐州を劉備のもとに返す」ことであり、機を見て呂布を排斥する。
劉備を徐州の王と見据え、呂布を排斥するべく、かつて侵略してきた曹操に助力を乞う。
アニメ版では、曹操軍の少年兵・韋駄天小僧（仮名）と交流を持ち、その父親が呂布軍に惨殺された無道に憤るエピソードが挿入されている。
督郵（とくゆう）
声 - 滝口順平
第4話「勅使の罠」に登場。朝廷の命で派遣された巡察官。小太りで初老の男性。朝廷の権威を笠に着て私腹を肥やす傲慢な性格。
一介の農民から安憙県尉に昇進した劉備を侮り、賄賂を払わない彼らに腹いせに屈辱を味わわせたうえ、無実の罪を朝廷に上奏する。激怒した張飛によって用心棒の張階（ちょうかい）もろとも打ちのめされる。直後、張飛を咎めに来た劉備にそれまでの罪を詫びる条件で命乞いをするが反対に辞職を言い渡され、さらに制裁を食らう。

### ナレーション
声 - 小川真司

## スタッフ
- 原作 - 横山光輝『三国志』（潮出版社刊・希望コミックス全60巻）
- 企画・総括 - 佐伯貞夫
- 構成 - 鳥海尽三、鳥プロ、鳳工房
- キャラクターデザイン - 荒木伸吾、姫野美智
- 音楽 - 西村麻聡（FENCE OF DEFENSE）
- 音響監督 - 本田保則
- 録音監督 - 鶴岡陽太
- 美術監督 - 勝又激
- プロデューサー - 清水睦夫（テレビ東京）、矢野博之、吉田健二
- アニメーション制作 - エーゼット
- 制作 - DNP映像センター[注 2]、遊エンターテインメント
- 製作 - テレビ東京[注 3]、大日本印刷

## 各話リスト
| 話 | 放送日          | サブタイトル      | 脚本                | 絵コンテ   | 演出       | 作画監督   |
| -- | --------------- | ----------------- | ------------------- | ---------- | ---------- | ---------- |
| 1  | 1991年 10月18日 | 桃園の誓い        | 鳥海尽三            | 奥田誠治   | 奥田誠治   | 谷口守泰   |
| 2  | 10月25日        | 激闘!義勇軍       | 鳥海尽三 伊藤健司   | 奥田誠治   | 金澤勝眞   | 高鉾誠     |
| 3  | 11月1日         | 死闘!鉄門峡       | 鳥海尽三            | 福田皖     | 福田皖     | 福田皖     |
| 4  | 11月8日         | 勅使の罠          | 鳥海尽三 藤本さとし | 日下部光雄 | 川端蓮司   | 田島ひろし |
| 5  | 11月15日        | 十常侍の陰謀      | 鳥海尽三 荒島晃宏   | 奥田誠治   | 星野寛満   | 若林厚史   |
| 6  | 11月22日        | 名馬・赤兎馬      | 鳥海尽三 伊藤健司   | 馬亜梵     | 内田祐司   | 谷口守泰   |
| 7  | 11月29日        | 暴虐将軍・董卓    | 水出弘一            | 金澤勝眞   | 川端蓮司   | 田島ひろし |
| 8  | 12月6日         | 乱世の奸雄・曹操  | 海老沼三郎          | 内田祐司   | 内田祐司   | 斉藤浩信   |
| 9  | 12月13日        | 豪傑大合戦        | 鳥海尽三 藤本さとし | 奥田誠治   | 奥田誠治   | 高鉾誠     |
| 10 | 12月20日        | 蘇る野望          | 鳥海尽三 荒島晃宏   | 遠藤克己   | 内田祐司   | 斎藤浩信   |
| 11 | 12月27日        | 玉璽の魔力        | 鳥海尽三 大滝敏之   | 安芸のりお | 川端蓮司   | 田島ひろし |
| 12 | 1992年 1月10日  | 白馬の若武者      | 鳥海尽三 伊藤健司   | 内田祐司   | 内田祐司   | 谷口守泰   |
| 13 | 1月17日         | 激動の獅子たち    | 鳥海尽三 伊藤健司   | 奥田誠治   | 奥田誠治   | 高鉾誠     |
| 14 | 1月24日         | 乱世の美女・前編  | 鳥海尽三 面出明美   | 遠藤克己   | 内田祐司   | 谷口守泰   |
| 15 | 1月31日         | 乱世の美女・後編  | 鳥海尽三            | 遠藤克己   | 内田祐司   | 斉藤浩信   |
| 16 | 2月7日          | 宿敵!二人の英雄   | 鳥海尽三 藤本さとし | 政木伸一   | 十数美     | 田島ひろし |
| 17 | 2月14日         | 二つの計略        | 鳥海尽三 荒島晃司   | 福田皖     | 福田皖     | 福田皖     |
| 18 | 2月21日         | 酔虎・号泣        | 鳥海尽三 伊藤健司   | 殿勝秀樹   | 栗山美秀   | 谷口守泰   |
| 19 | 2月28日         | 幻の和睦          | 鳥海尽三            | 遠藤克己   | 内田祐司   | 高鉾誠     |
| 20 | 3月6日          | 陳親子の陰謀      | 鳥海尽三            | 福田皖     | 福田皖     | 福田皖     |
| 21 | 3月13日         | 月夜の同士討ち    | 鳥海尽三 藤本さとし | 安芸のりお | 安芸のりお | 田島ひろし |
| 22 | 3月20日         | 呂布・雪原に散る  | 鳥海尽三 伊藤健司   | 奥田誠治   | 栗山美秀   | 斉藤浩信   |
| 23 | 4月10日         | 放たれた虎        | 鳥海尽三 荒島晃宏   | 遠藤克己   | 内田祐司   | 高鉾誠     |
| 24 | 4月10日         | 張飛の兵法        | 鳥海尽三 面出明美   | 栗山美秀   | 栗山美秀   | 田島ひろし |
| 25 | 4月17日         | 孤立の猛将        | 鳥海尽三 大滝敏之   | 遠藤克己   | 内田祐司   | 谷口守泰   |
| 26 | 4月24日         | 乱世の伏竜・孔明  | 鳥海尽三 伊藤健司   | 奥田誠治   | 奥田誠治   | 高鉾誠     |
| 27 | 5月1日          | 引き裂かれた主従  | 鳥海尽三 藤本さとし | 福田皖     | 福田皖     | 福田皖     |
| 28 | 5月8日          | 決死の千里行      | 鳥海尽三 内山紀     | 安芸のりお | 宮崎一哉   | 斉藤浩信   |
| 29 | 5月15日         | 玄徳軍・大結集    | 鳥海尽三 荒島晃宏   | 遠藤克己   | 内田祐司   | 高鉾誠     |
| 30 | 5月22日         | 官渡の戦い        | 鳥海尽三 伊藤健司   | 飯島正勝   | 飯島正勝   | 菊地城二   |
| 31 | 5月29日         | 凶馬決死の渡河    | 鳥海尽三 藤本さとし | 安芸のりお | 栗山美秀   | 高鉾誠     |
| 32 | 6月5日          | 浪士・単福        | 鳥海尽三 荒島晃宏   | 冨永恒雄   | 浜野裕治   | 菊地城二   |
| 33 | 6月12日         | 徐庶の母          | 鳥海尽三            | 奥田誠治   | 上井康宣   | 谷口守泰   |
| 34 | 6月19日         | 三顧の礼          | 鳥海尽三 藤本さとし | 遠藤克己   | 宮崎一哉   | 上野一     |
| 35 | 6月26日         | 孔明・初陣        | 鳥海尽三 伊藤健司   | 福田皖     | 福田皖     | 福田皖     |
| 36 | 7月3日          | 孔明大手柄        | 鳥海尽三 荒島晃宏   | 島孝平     | 渡辺健一郎 | 菊地城二   |
| 37 | 7月10日         | 曹操怒りの逆襲    | 鳥海尽三 藤本さとし | 栗山美秀   | 鳥羽厚     | 浦沢昱男   |
| 38 | 7月24日         | 大暴れ!子守り剣士 | 鳥海尽三 岩崎訓     | 内田祐司   | 内田祐司   | 高鉾誠     |
| 39 | 7月31日         | 孔明大舌戦        | 鳥海尽三 荒島晃宏   | 奥田誠治   | 福田皖     | 福田皖     |
| 40 | 8月7日          | 美丈夫・周瑜      | 鳥海尽三 荒島晃宏   | 飯島正勝   | 浜野祐治   | 菊地城二   |
| 41 | 8月14日         | 周瑜の殺意        | 鳥海尽三 藤本さとし | 栗山美秀   | 栗山美秀   | 田島ひろし |
| 42 | 8月21日         | 秘策!水上大要塞   | 鳥海尽三 荒島晃宏   | 太田ひろし | 太田ひろし | 菊地城二   |
| 43 | 8月28日         | 十万本の矢        | 鳥海尽三 藤本さとし | 日下部光雄 | 内田祐司   | 斉藤浩信   |
| 44 | 9月4日          | 黄蓋・苦肉の策    | 鳥海尽三 荒島晃宏   | 福田皖     | 福田皖     | 菊地城二   |
| 45 | 9月11日         | 鳳雛・連環の計    | 鳥海尽三            | 飯島正勝   | 浜野裕治   | 菊地城二   |
| 46 | 9月18日         | 赤壁の戦い・前編  | 鳥海尽三 荒島晃宏   | 奥田誠治   | 栗山美秀   | 福田皖     |
| 47 | 9月25日         | 赤壁の戦い・後編  | 鳥海尽三 藤本さとし | 奥田誠治   | 内田祐司   | 高鉾誠     |

## 放送局
放送日時は個別に出典が掲示されてあるものを除き、1992年5月中旬 - 6月上旬時点のものとする。
| 放送対象地域   | 放送局         | 放送日時                  | 放送系列       | 備考                                  |
| -------------- | -------------- | ------------------------- | -------------- | ------------------------------------- |
| 関東広域圏     | テレビ東京     | 金曜 19:30 - 20:00        | テレビ東京系列 | 製作局                                |
| 北海道         | テレビ北海道   | 金曜 19:30 - 20:00        | テレビ東京系列 |                                       |
| 愛知県         | テレビ愛知     | 金曜 19:30 - 20:00        | テレビ東京系列 |                                       |
| 滋賀県         | びわ湖放送     | 金曜 19:30 - 20:00        | 独立局         |                                       |
| 大阪府         | テレビ大阪     | 金曜 19:30 - 20:00        | テレビ東京系列 |                                       |
| 奈良県         | 奈良テレビ     | 金曜 19:30 - 20:00        | 独立局         |                                       |
| 岡山県・香川県 | テレビせとうち | 金曜 19:30 - 20:00        | テレビ東京系列 |                                       |
| 福岡県         | TXN九州        | 金曜 19:30 - 20:00        | テレビ東京系列 | 現・TVQ九州放送。                     |
| 秋田県         | 秋田テレビ     | 火曜 17:30 - 18:00        | フジテレビ系列 |                                       |
| 山梨県         | テレビ山梨     | 木曜 15:55 - 16:25        | TBS系列        |                                       |
| 長野県         | テレビ信州     | 金曜 17:00 - 17:30        | 日本テレビ系列 |                                       |
| 静岡県         | 静岡放送       | 土曜 5:30 - 6:00          | TBS系列        |                                       |
| 和歌山県       | テレビ和歌山   | 月曜 19:00 - 19:30        | 独立局         |                                       |
| 島根県・鳥取県 | 山陰放送       | 木曜 17:00 - 17:30        | TBS系列        | 1993年8月5日まで放送                  |
| 広島県         | 広島テレビ     | 火曜 - 金曜 16:00 - 16:30 | 日本テレビ系列 | 本放送終了後の1993年7月20日から帯放送 |
| 山口県         | テレビ山口     | 水曜 17:30 - 18:00        | TBS系列        |                                       |

## 音楽

### 主題歌
オープニングテーマ
「時の河」（第1話 - 第32話）
歌 - FENCE OF DEFENSE
「DON'T LOOK BACK」（第33話 - 第47話）
歌 - FENCE OF DEFENSE
エンディングテーマ
「空」（第1話 - 第32話）
歌 - 遊佐未森
「STANDING ALONE」（第33話 - 第47話）
歌 - FENCE OF DEFENSE
上記各曲を収録したCDの発売元は、いずれもEPiC・ソニー。

### オリジナル・サウンドトラック
本作のサウンドトラックは、EPiC・ソニーより全2枚が発売された。FENCE OF DEFENSEでの演奏以外にも、山川恵子（ハープ）、土岐英史（サックス）、本田雅人（サックス、当時T-SQUARE）らが起用されている。特に本田は諸葛亮孔明のテーマBGM（『オリジナル・サウンドトラック2』収録「諸葛亮孔明的主題音楽」）という重要どころでの起用となった。

## 備考
テレビ東京系列（TXN）の金曜19時台後半では本作の放送終了後、2021年4月9日に『新幹線変形ロボ シンカリオンZ』（枠は19:25-19:55）が放送を開始するまで28年半の間、アニメのレギュラー放送が行われていなかった。また、TXNの金曜19時台全般としても2020年10月9日に『ポケットモンスター』（枠は18:55-19:25）が日曜18時台から移動するまでの28年間、アニメのレギュラー放送が行われていなかった。